# 综合语
综合语（Synthetic language）是一個語言學的概念，與分析語（孤立語）相對。在语言类型学中，一个有着高的语素词语比（英語：morpheme-per-word ratio）的语言。
綜合語大致可以再分為以下三個分類：
1. 屈折語（部分語言如英語，兼具屈折語及分析語特徵）
2. 黏著語（部分語言如日語，兼具黏著語及分析語特徵）
3. 多式綜合語

## 外部連結
- SIL: What is a morphological process? （页面存档备份，存于）
- SIL: What is derivation? （页面存档备份，存于）
- SIL: Comparison of inflection and derivation （页面存档备份，存于）
- Lexicon of Linguistics: Inflection （页面存档备份，存于）, Derivation （页面存档备份，存于）
- Lexicon of Linguistics: Base （页面存档备份，存于）, Stem （页面存档备份，存于）, Root （页面存档备份，存于）
- Linguistic typologyPDF（275 KiB） , chapter 9 of Halvor Eifring & Rolf Theil: Linguistics for Students of Asian and African Languages （页面存档备份，存于）